# Heinrich Hund gen. Canis
Heinrich Hund gen. Canis (* 1527 in Gudensberg; † 9. März 1612 in Kassel) war ein hessischer Jurist und Verwaltungsbeamter, zuletzt Kanzler der Landgrafschaft Hessen-Kassel.

## Familie
Er stammte aus einer in Gudensberg ansässigen, aufgrund der außerehelichen Beziehung eines Vorfahren nicht ebenbürtigen und daher auch als sogenannte „halbe Hunde zu Gudensberg“ bezeichneten Nebenlinie der Hund zu Kirchberg. Sein Vater Jacob Hund (oder Hundt) ist 1537 als „halber Hund zu Gudensberg“ bekundet. Der Name seiner Mutter ist nicht überliefert.
Er selbst war zweimal verheiratet, zunächst mit Gertrud geb. Schade († 1595) aus Wolfhagen, Tochter des dortigen Bürgermeisters Curt Schade und dessen Ehefrau Anna geb. Kaul, danach mit Lucia (Nachname unbekannt), die im September 1626 in Kassel beerdigt wurde. Er hatte acht namentlich bekannte Kinder:
- Margarethe (Martha) († 1621), ⚭ 1586 Jost Endres († 1610), hessischer Rentmeister in Wolfhagen
- Christine (1567–1569)
- Heinrich d. J. (1569–1609), hessischer Amtmann im Amt Neuengleichen
- Ludwig, 1598 Hauptmann, Bürger und Handelsmann in Kassel
- Elisabeth (* 1570), ⚭ 1593 Johann Groth (um 1563–1626), hessischer Vizekanzler in Kassel
- Anna (* 1574), ⚭ Heinrich Bernhard, Doktor beider Rechte, Prokurator am Samtgericht in Kassel, ab 1618 Riedeselscher Syndikus und Amtmann
- Christian, 1610 Rittmeister, Herr auf Grebenau, wahrscheinlich gefallen 1620 in Prag in der Schlacht am Weißen Berg, ⚭ 1602 in Kassel Sabina Heugel (* 1581), eine Tochter des landgräflich hessischen Kammerrats und Kammermeisters Johann Heugel, der Ende 1600 Oberamtmann der Niedergrafschaft Katzenelnbogen auf der Burg Rheinfels wurde. Aus der Ehe 3 Söhne, 1 Tochter. Ihr Großvater war der Kasseler Komponist und Hofkapellmeister Johann Heugel. Ihre Schwester Juliane war die Ehefrau von Johann Zobel (* 1576/78 in Bremen; † 20. Januar 1631 ebenda)[3] und die Mutter von Sebastian Friedrich Zobel. Ihre Schwester Agnes war Ehefrau des hessischen Regierungsrats Johann Siegfried Clotz, Sohn des hessen-kasselschen Kanzlers Siegfried Clotz.[4]
- Berthold († 1619), 1615 hessischer Amtmann zu Wolfhagen

## Leben und Wirken
Heinrich Hund gen. Canis studierte ab 1546 in Marburg, wo er als „Henricus Canicula Goudespergius“ (Heinrich Hund der Gudensberger) immatrikuliert war. Bereits im selben Jahr berief ihn Landgraf Philipp zum Präzeptor (Hauslehrer) seines Sohnes Philipp (1541–1569), dem Erstgeborenen aus des Landgrafen Doppelehe. 1550 graduierte er zum Magister. Im September 1553 wurde er zum Rat ernannt, im September 1558 zum landgräflich-hessischen Rat und Diener in Marburg, und ab 1560 war er als Dezernent bei Jost Didamar zuständig für Kammergerichtssachen. Von 1561 bis 1564 war er Hofmeister der beiden Grafen Christoph Ernst (1543–1603) und Philipp Konrad (1547–1569) von Diez, Landgrafensöhne aus dessen Doppelehe, während derer Studien in Marburg und Straßburg. 1564 diente er wieder als hessischer Rat in Kassel. Im August 1565 bestellte in Graf Philipp IV. von Waldeck zum Advokaten, und noch bis 1567 stand er zeitweise („von Haus aus“) in waldeckischem Dienst.
Ende Februar 1567 war er wieder hessischer Hofrat, und noch im Mai desselben Jahres bestellte ihn Landgraf Wilhelm IV. zum Rat und Diener in der Kasseler Kanzlei. Am 18. Juni 1568 erwarb er den akademischen Grad Doktor beider Rechte („iuris utriusque doctor“) und wurde zum Vizekanzler ernannt. Dieses Amt hatte er bis mindestens Ende 1586 inne. Danach war er von 1587 bis 1605 (oder 1607) Kanzler der Landgrafen Wilhelm IV. und Moritz von Hessen-Kassel; im Jahre 1607 wurde er als „gewesener Kanzler“ bezeichnet.
Er starb am 9. März 1612 und wurde am 13. März 1612 in Kassel bestattet.